# Fără Zahăr
Fără Zahăr (укр. Без цукру) — румунський комедійний гурт, що виконує пісні у суміші хіп-хопу, фолку, фанку (сингли: «Smile», «Lav-stori»), панк-року («The MF Song», «Da club» (feat. Zob)) та металу («Dunitru», «Diesel»). Загалом жанр гурту визначено як «камеді-рок», оскільки майже всі пісні гурту носять гумористичний окрас. Заснований 2001 року у м. Дорохой.

## Учасники
- Бобі Думітраш (n.1978, Дорохой, округ Ботошани) — вокал, акустична гітара;
- Богдан Бурлечану (n.1979, Дорохой, округ Ботошани) — вокал, електро-гітара;
- Джордже Максім (n.1989, Ясси) — бас-гітара;
- Алекс Нягу, (n.1990, Ясси) — ударні.

## Дискографія
Episodu' unu: Amenințarea faitonului (Zone Records / Yama Studio / 2003)
1. Sandu (Бурлечану/Думітраш)
2. Hip-hop ș-așa (Думітраш)
3. Stella (Бурлечану/Думітраш)
4. Manea (grosu' ș-arțăgosu') (Бурлечану/Думітраш)
5. Ups, am înfundat din nou closetu' (Бурлечану/Думітраш)
6. Fără zahăr (Бурлечану/Думітраш)
7. D'la sate (Бурлечану/Думітраш)
8. Idila ghiocelului sălbatic (Бурлечану/Думітраш)
9. Hip-hop ș-așa zoomix (Matze)

Episodu' 2 de la Dorohoi (Zone Records / VdV Music, Media Zone / 2005)
1. 4/69 (Бурлечану/Думітраш)
2. Cățaua (Думітраш)
3. Lasă-mă papa-n Italea (Бурлечану/Думітраш)
4. Manel di la Pomârla (Бурлечану/Думітраш)
5. Melodie cu beție (Бурлечану)
6. Să trăiți! (bine) (Бурлечану/Думітраш)
7. Dor di tini (Думітраш)
8. Stella reloaded (Бурлечану/Думітраш)
9. Zob da' club (Йовенеску/Gorneanu/Думітраш)
10. Doina vacii (Nacu)

Neamul lui Peneș Curcanul (Roton / Recreate Records, VdV Music / 2008)
1. 2r2rik (Думітраш)
2. Ali Luia (declarație de avere) (Думітраш)
3. Colinda fără zahăr (Бурлечану/Думітраш)
4. Despre starea națiunii (Бурлечану/Думітраш)
5. Dunitru (Думітраш)
6. Erată (s-avem pardon) (Бурлечану/Думітраш)
7. Hai, iubito! (euroversion) (Думітраш)
8. Hai, iubito! (Думітраш)
9. Lav stori (radio edit) (Бурлечану/Думітраш)
10. Lav stori (Бурлечану/Думітраш)
11. Legenda căprii (Бурлечану/Думітраш/Нягу)
12. Neamul lui Peneș Curcanul (Думітраш)

## Сингли
- «The MF Song» (2013)
- «Smile» (2013)
- «Diesel» (2013)

## Відеографія
- Sandu (2003, реж. Тудор Гремеску)
- Hip-hop ș-așa (2004, реж. Тудор Гремеску)
- D'la sate (2004, реж. Тудор Гремеску)
- 4 din 69 (2005, реж. Тудор Гремеску)
- Cațaua (2005, реж. Тудор Гремеску)
- Lav stori (2007, реж. Тудор Авремут)
- Dunitru (2009, реж. Андрей Амерфоає, Богдан Бурлечану)
- 3PM (2010, реж. Тудор Кодряну)
- «Lugu lugu» (2010, фотокліп)
- «Cine m-a-mpușcat maimuța» (2011, караоке-версія)
- The MF Song (2013, Fără Zahăr & Țapinarii)
- Diesel (2013) (стьоб-версія Rammstein — Benzin)